# Ninel Konstantinowna Myschkowa
Ninel Konstantinowna Myschkowa (russisch Нинель Константиновна Мышкова; * 8. Mai 1926 in Leningrad; † 13. September 2003 in Moskau) war eine sowjetische Schauspielerin.

## Herkunft und Laufbahn

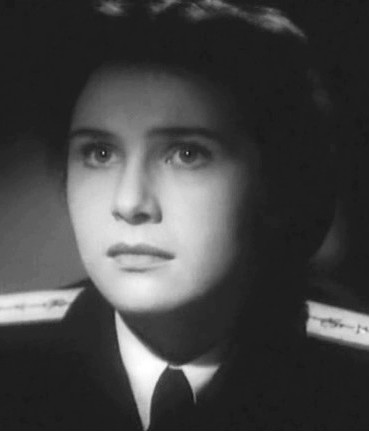
Ninel Myschkowa in Sa tech, kto w more (1947)

Ninel Konstantinowna Myschkowa kam als einzige Tochter des Artilleriegenerals Konstantin Romanowitsch Myschkow und dessen Frau Natalia Wassiljewna, die einer verarmten Adelsfamilie entstammte, zur Welt. Ihr Vorname ist eine Umdrehung von „Lenin“, sie selbst nannte aber sich meist „Eva“.
1947 schloss Myschkowa ihre Schauspielausbildung ab und gab noch im selben Jahr ihr Filmdebüt in dem Kriegsfilm За тех, кто в море (Sa tech, kto w more). Rund zehn Jahre später erlangte sie durch ihre erste Hauptrolle in Das Haus, in dem ich lebe (1958) große Popularität in der Sowjetunion. Prägend für ihren Ruf als Filmschönheit sowie die Beliebtheit bei einem jüngeren Publikum waren auch die Rollen in den von ihr eher ungeliebten Märchenfilmen Sadkos Abenteuer (1953), Der Kampf um das goldene Tor (1957) und Die verzauberte Marie (1960).
Am 31. Dezember 1976 wurde ihr der Titel Verdienter Künstler der RSFSR verliehen, ein Jahr nachdem sie in Лесные качели (Lesnyje katscheli) ihre letzte Hauptrolle verkörpert hatte.
Ende der 70er Jahre entschied sich Myschkowa, inzwischen an Multipler Sklerose erkrankt, ihre Schauspiellaufbahn zu beenden. Ihre 31. und letzte Filmrolle spielte sie 1982 in Гонки по вертикали (Gonki po wertikali) Von 1968 bis 1983 trat Myschkowa außerdem am Moskauer Staatlichen Theater der Filmschauspieler auf.
Ninel Myschkowa starb 77-jährig und wurde neben ihren Eltern auf dem Nowodewitschi-Friedhof beigesetzt.

## Privates
Zu Beginn ihrer Filmkarriere heiratete Ninel Myschkowa den Schauspieler Wladimir Etusch, begann aber bald darauf eine Affäre mit dem Komponisten Antonio Spadavecchia. 1953 ging sie mit dem Kameramann Konstantin Petritschenko die Ehe ein. Der gemeinsame Sohn Konstantin wurde später Diplomat und kümmerte sich in den letzten Lebensjahren Myschkowas um die schwer Kranke. 1966 heiratete Myschkowa den Regisseur Wiktor Iwtschenko, den sie bei Dreharbeiten zu Гадюка (Gadjuka, 1965) kennenlernte und der sich für sie scheiden ließ. Sein Tod im Jahr 1972 stürzte sie in eine Depression.

## Filmografie (Auswahl)
- 1953: Sadkos Abenteuer (Sadko)
- 1956: Der Kampf um das goldene Tor (Ilja Muromez)
- 1958: Das Haus, in dem ich lebe (Dom, w kotorom ja schiwu)
- 1960: Die verzauberte Marie (Marja-iskusniza)
- 1963: Der silberne Trainer (Serebrjany trener)
- 1967: Der zehnte Schritt (Desjaty schag)
- 1969: Männergespräch (Muschskoi rasgowor)
- 1969: Der Fall Boris Sawinkow (Krach)
- 1974: Ein kosmisches Experiment (Bolschoje kosmitscheskkoje puteschestwije)